# Lodewijk VI van Bourbon-Condé
Lodewijk VI Hendrik Jozef van Bourbon-Condé (Parijs, 13 april 1756 - Saint-Leu, 30 augustus 1830) was prins van den bloede en van 1818 tot aan zijn dood prins van Bourbon-Condé en hertog van Enghien. Hij behoorde tot het huis Bourbon.

## Levensloop

### Jeugd, huwelijk en leven in ballingschap
Lodewijk VI Hendrik was de enige zoon van prins Lodewijk V Jozef van Bourbon-Condé uit diens eerste huwelijk met Charlotte de Rohan, dochter van Charles de Rohan, graaf van Soubise. 
Op 24 april 1770 huwde hij in het Kasteel van Versailles met Bathilde van Orléans (1750-1822), dochter van hertog Lodewijk Filips I van Orléans. Uit hun huwelijk werd een zoon geboren: Lodewijk Anton Hendrik (1772-1804), de hertog van Enghien. Het huwelijk was niet echt gelukkig en in 1780 ging het echtpaar uit elkaar. Kort na zijn echtscheiding begon hij een publiekelijke affaire met operazangers Marguerite Mimi Michelot, hetgeen resulteerde in de geboorte van twee buitenechtelijke dochters: Adèle (1780-1874), die eerst in 1803 huwde met Patrice Gabriel Bernard de Montessus, graaf van Reuilly, en daarna in 1833 met markies Guy Eugène Victor de Chaumont-Quitry, en Louise Charlotte Aglaé (1782-1831). 
Tijdens de Franse Revolutie ging Lodewijk Hendrik samen met zijn vader in ballingschap naar Engeland. Op die manier ontsnapte hij aan de Terreur, die verschillende van zijn familieleden het leven kostte, zoals koning Lodewijk XVI, koningin Marie Antoinette en zijn schoonbroer Lodewijk Filips II van Orléans, beter bekend als Philippe Égalité. In 1804 werd zijn zoon Lodewijk Anton aangewezen als aanstoker van een royalistisch complot om Napoleon te vermoorden in Malmaison. Napoleon liet hem vervolgens uit Duitsland ontvoeren en na een schijnproces werd Lodewijk Anton wegens verraad ter dood veroordeeld en gefusilleerd in de gracht van het Kasteel van Vincennes. De hertog van Enghien was twee maanden eerder gehuwd met Charlotte Louise de Rohan, maar het echtpaar had geen kinderen. Na de nederlaag van Napoleon keerden Lodewijk Hendrik en zijn vader in 1814 terug naar Frankrijk, waar ze hun fortuin en status konden recupereren. Na de dood van zijn vader in 1818 werd Lodewijk Hendrik prins van Bourbon-Condé, hertog van Enghien en hertog van Guise. 

### Affaire met Sophia Dawes en overlijden
Ondertussen had Lodewijk VI een nieuwe liefde in zijn leven. Hij verbleef nog in ballingschap toen hij in 1811 in een bordeel in Piccadilly kennismaakte met ene Sophia Dawes (1795-1840), een serveerster afkomstig uit het Isle of Wight. Hij kocht voor haar en haar moeder een huis in Gloucester Street in Londen, waar Sophia een extensief onderwijsprogramma volgde. Na de Restauratie haalde Lodewijk haar in 1815 naar Parijs en regelde hij voor haar een huwelijk met baron Adrien Victor de Feucheres, een officier in de koninklijke lijfwacht. Hiermee wilde hij Sophia's intrede in de Franse maatschappij mogelijk maken. In de loop van het huwelijk loog ze echter over verschillende zaken, zo geloofde Feucheres vele jaren dat Sophia een buitenechtelijke dochter van Lodewijk Hendrik was. Toen hij de waarheid ontdekte, liet Feucheres zich van zijn echtgenote scheiden en lichtte hij koning Lodewijk XVIII in over de relatie tussen Lodewijk Hendrik en Sophia. De koning verbande Sophia vervolgens van het hof.
Uit wraak benaderde Sophia het hoofd van het huis Orléans, de toekomstige koning Lodewijk Filips I van Frankrijk, en maakte ze via hem een nieuwe intrede in de samenleving. In ruil daarvoor stemde ze in om haar invloed op de bejaarde Lodewijk Hendrik aan te wenden om hem te overtuigen een testament op te maken waarin hij Lodewijk Filips' zoon Hendrik van Aumale tot zijn belangrijkste erfgenaam aanstelde. Als dank voor haar diensten kreeg Sophia ook nog eens een bedrag van 2 miljoen francs. Toen koning Karel X in 1824 aan de macht kwam, was ze opnieuw welkom aan het Franse hof. Ze werd vanaf dan door de Franse society aanvaard en was zelfs in staat om een nicht uit te huwelijken aan een neef van staatsman Charles-Maurice de Talleyrand.
Lodewijk Hendrik probeerde ondertussen weg te komen van de minnares die zijn leven was beginnen beheersen. In de zomer van 1830 reisde hij naar zijn kasteel in Saint-Leu, waar hij het nieuws van de Julirevolutie hoorde. Sophia kwam onmiddellijk naar zijn kasteel en eiste dat hij de nieuwe Julimonarchie van koning Lodewijk Filips zou erkennen. Toen Lodewijk Hendrik op 27 augustus 1830 dood werd teruggevonden, met een strop rond zijn hals maar met zijn voeten nog op de grond, werd er dan ook een onderzoek ingesteld. Sophia werd ervan verdacht hem te hebben vermoord, maar uiteindelijk werd geconcludeerd dat zelfmoord de doodsoorzaak van Lodewijk Hendrik was. Er waren geruchten dat Sophia en koning Lodewijk Filips I hadden samengewerkt om Lodewijk Hendrik uit de weg te ruimen, uit vrees dat hij naar het buitenland zou vluchten en haar en zijn belangrijkste erfgenaam Hendrik van Aumale zou onterven. Onder de adel circuleerde dan weer het gerucht dat Lodewijk Hendrik stierf door uit de hand gelopen wurgseks. Omdat er in de zaak onvoldoende bewijs was van een misdaad werd Sophia niet vervolgd, hoewel ze de jaren nadien betrokken was bij geschillen over de erfenis van Lodewijk Hendrik. 
Met zijn dood stierf de linie Bourbon-Condé uit. Ook had Lodewijk VI een jong gestorven dochter (1817) en een doodgeboren zoon (1819) uit zijn buitenechtelijke relatie met ene Sophie Harris. Hij liet zijn fortuin na aan zijn petekind Hendrik van Orléans (1822-1897).